# Schlesische Provinzialblätter
Schlesische Provinzialblätter – miesięcznik wydawany w latach 1785–1849 we Wrocławiu. Obecnie wydania tego czasopisma służą jako ważne źródła genealogiczne.
O powstaniu tego periodyka postanowiono we Wrocławiu w roku 1784 podczas spotkania Karla Konrada Streita (1751–1826) i Friedricha A. Zimmermanna, urzędników tamtejszej kamery wojny i domen. Pierwszy numer wydano 31 stycznia 1785 roku, natomiast ostatni, 130. numer wydano w grudniu 1849 roku. Thomas Ölsner w latach 1862–1875 w ramach kontynuacji wydawał „Schlesische Provinzialblätter – Neue Folge“.
Czasopismo ukazywało się co miesiąc i zawierało około 100 stron. Każde 6 zeszytów było zespalane w jeden tom; w ciągu roku ukazywały się dwa tomy. Miesięcznik należał w swoim czasie do najważniejszych periodyków, które miały znaczący wpływ na powstanie i zachowanie śląskiej tożsamości. Z nakładem 2100 egzemplarzy (1840) pismo należało do największych pod względem nakładu w Niemczech i do największych magazynów informacyjnych na Śląsku.
W roku 1826 Provinzialblätter miały korespondentów w 63 śląskich miejscowościach. Byli to głównie proboszczowie, kantorzy, księgarze oraz urzędnicy.
Do czytelników Schlesische Provinzialblätter zaliczali się wykształceni mieszczanie oraz szlachta. Byli to między innymi urzędnicy administracji i kościoła, oficerzy, właściciele ziemscy, lekarze, aptekarze oraz kupcy.
Czasopismo zajmowało się głównie wiadomościami związanymi ze Śląskiem, od 1793 roku zawierało dodatek z ogłoszeniami oraz „Literacką Kronikę Śląska” (niem. Literarische Chronik Schlesiens).
Obecnie periodyk ma duże znaczenie dla genealogii, gdyż nie tylko zawiera informacje na temat urodzin, ślubów i zgonów, lecz także interesujące nekrologi i życiorysy zmarłych.

## Literatura
- Michael Rüdiger Gerber: Die Schlesischen Provinzialblätter 1785-1849, Jan Thorbecke Verlag, Sigmaringen 1995, ISBN 3-7995-6145-5.
- Georg Selke: Der Anteil der "Schlesischen Provinzialblätter" an der schlesischen Literatur, in: "Breslauer Beiträge zur Literaturgeschichte", Wrocław 1911. - Nowe wydanie: Verlag H. Krumbhaar, Legnica 1922.
- Uwe Kambach: Die Eheschließungen in den Schlesischen Provinzialblättern. Ein Register für die Jahre 1785-1849, Verlag Degener & Co, Neustadt (Aisch) 1994, ISBN 3-7686-2064-6.